# Arnèke
Arnèke (niederländisch Arneke bzw. Arnyke) ist eine französische Gemeinde mit 1.557 Einwohnern (Stand: 1. Januar 2022) im Département Nord in der Region Hauts-de-France. Sie gehört zum Arrondissement Dunkerque und ist Mitglied im Gemeindeverband Cœur de Flandre Agglo. Die Einwohner werden Arnèkois und Arnékoises genannt.

## Geografie

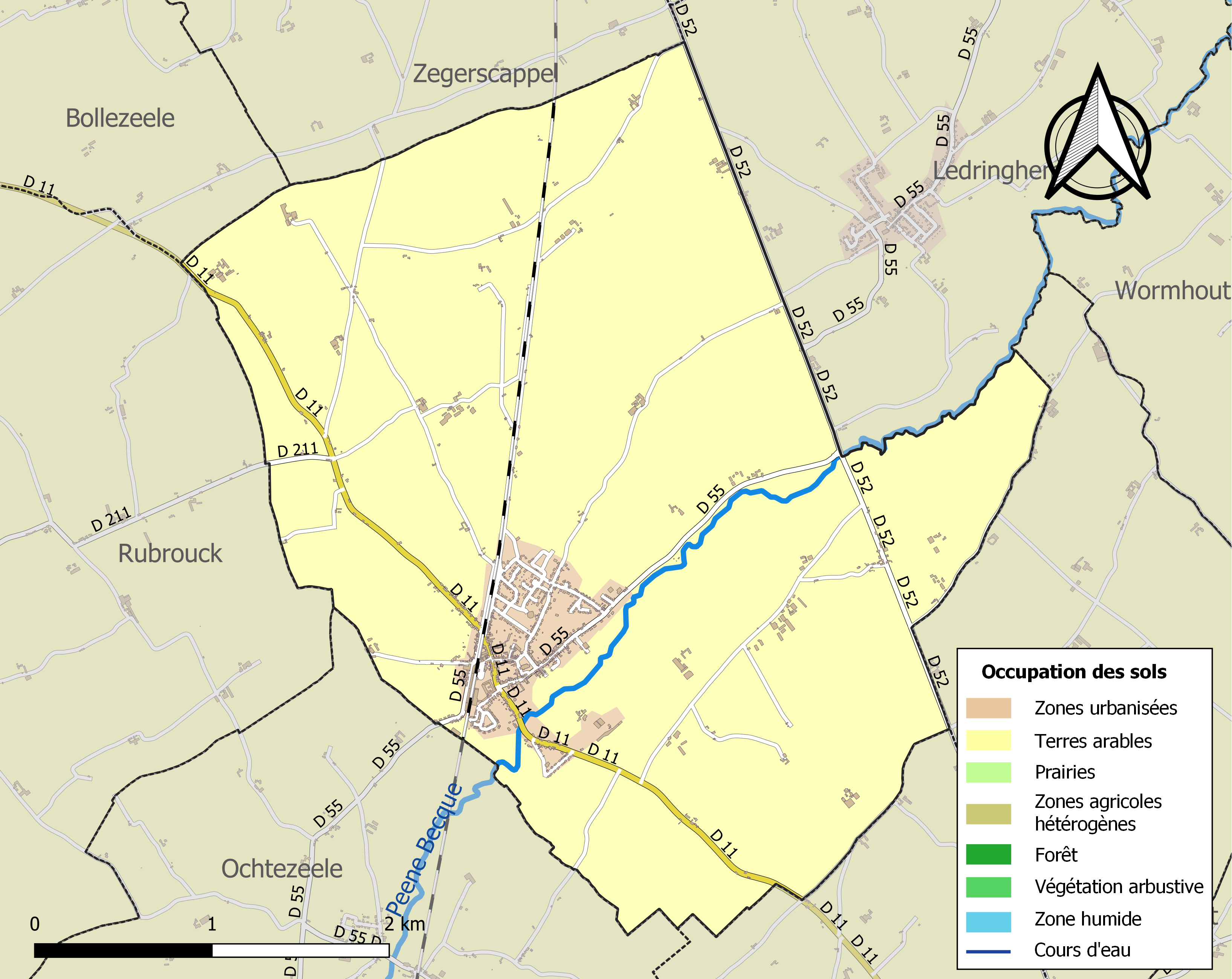
Bodennutzung, Hydrografie und Infrastruktur der Gemeinde (2018)

Arnèke liegt in Französisch-Flandern, etwa 23 Kilometer südlich von Dünkirchen und etwa 15 Kilometer westlich der Grenze zu Belgien. Die Gemeinde befindet sich in der Région naturelle Houtland am Fluss Peene Becque, der sie von Südwest nach Nordost durchquert. Außerdem wird Arnèke von den kleineren Fließgewässern Pis Becque, Cray Hill Becque, Roesten Helts Becque, Seyne Houk, Trommels Becque, Rue du Midi und verschiedenen kleineren Bächen entwässert. Das Zentrum liegt auf einer Höhe von etwa 25 m. Das Gemeindegebiet ist flach mit einer maximalen Erhöhung im Südosten auf 50 m.
Etwa 95 % der Fläche der Gemeinde werden landwirtschaftlich genutzt, der restliche Teil entfällt auf bebaute Fläche (Stand: 2018).
Umgeben wird Arnèke von den Nachbargemeinden Zegerscappel im Norden, Ledringhem im Nordosten, Zermezeele im Osten und Südosten, Wemaers-Cappel im Südosten und Süden, Ochtezeele im Süden und Südwesten, Rubrouck im Westen sowie Bollezeele im Nordwesten.

## Etymologie und Geschichte
Vom gallischen „Rentiacum“ oder „Rantiacum“, wobei das Suffix -acum „Landgut“, also „Landgut des Rantius“ bedeutet, führte gemäß der germanischen Lautverschiebung führte dieser Name zu „Arneke“. Nach der romanischen Lautverschiebung ist das Ergebnis „Renty“. Im Jahr 1141 sind Spuren des Dorfes unter die Namen „Renteka“ und „Rentke“ zu finden, 1201 „Erdenka“, 1208: „Arneka“, 1245: „Renteka“ (Kopialbuch Watten).
Die ersten schriftlichen Spuren stammen aus dem Jahr 1174 (Kopialbuch der Abtei St-Winoc in Bergues). Im Jahr 1242 war Willaume de Saint Omer der Seigneur von Arneke. Im 15. Jahrhundert gehörte die Kirche zum Domkapitel von Thérouanne (bis 1553, dann zum Bistum Saint-Omer bis 1804, dann zum Erzbistum Cambrai bis 1913, dann zum Erzbistum Lille), das dort eine Zehntherrschaft hatte. Das Gebiet von Arneke unterlag zwei Gerichtsbarkeiten: dem des Seigneurs und dem der Seigneurs von Angest, einer der bedeutendsten Lehnsherrschaften. Anschließend gehörte Arnèke zu den Familien Ghistelles-van Halle. Mehrere Mitglieder dieser Familie sind in der Kirche von Arnèke begraben. Die Pfarrgemeinde wurde 1747 von der Familie Van Kempen, einer katholischen Familie aus den Niederlanden gekauft.
Am 5. September 1793 traf eine Kolonne der Armee des Herzogs von York im Rahmen des Ersten Koalitionskriegs im Dorf ein, sie wurde nach einem harten Kampf von den Franzosen auf der Höhe von Klytte Klim (Höhe 40 m) zurückgedrängt, es war der Auftakt zur Schlacht bei Hondschoote.
Im 19. Jahrhundert erlebte Arnèke dank der Eisenbahn und dem Bau eines Bahnhofs auf seinem Gebiet ein bedeutendes Wachstum. Der erste Zug fuhr am 30. Juli 1848 vorbei.

## Bevölkerungsentwicklung
| Jahr                       | 1962 | 1968 | 1975 | 1982 | 1990 | 1999 | 2006 | 2013 | 2020 |
| Einwohner                  | 1316 | 1256 | 1390 | 1474 | 1568 | 1549 | 1562 | 1609 | 1566 |
| Quellen: Cassini und INSEE |      |      |      |      |      |      |      |      |      |

## Sehenswürdigkeiten
Kirche Saint-Martin
Die erste Kirche, wahrscheinlich aus Holz, wurde im Jahr 800 erwähnt. Im Jahr 1174 wurde eine erste Steinkirche erwähnt. Im 16. Jahrhundert wurde sie zweimal von den Geusen zerstört. Kurz darauf begann der Wiederaufbau mit der Vergrößerung des ursprünglichen Langhauses. 1595 erfolgte der Bau eines ersten Kirchenschiffs, 1609 erfolgte der Bau des zweiten. 1617 Umbau des Chors. Im 18. und 19. Jahrhundert fanden zahlreiche Arbeiten statt, wobei die Innenausstattung, insbesondere die Holzarbeiten im Louis-quinze-Stil, aus dem Jahr 1898 stammen. Die Kirche Saint-Martin ist seit 2006 als Monument historique eingeschrieben und birgt zahlreiche Ausstattungsgegenstände, die in der Base Palissy gelistet sind, darunter eine große Anzahl, die als Monument historique der beweglichen Objekte Klassifiziert sind.
- Mittelalterliche Wallburg Les Sept Planètes, seit 1980 als Monument historique eingeschrieben

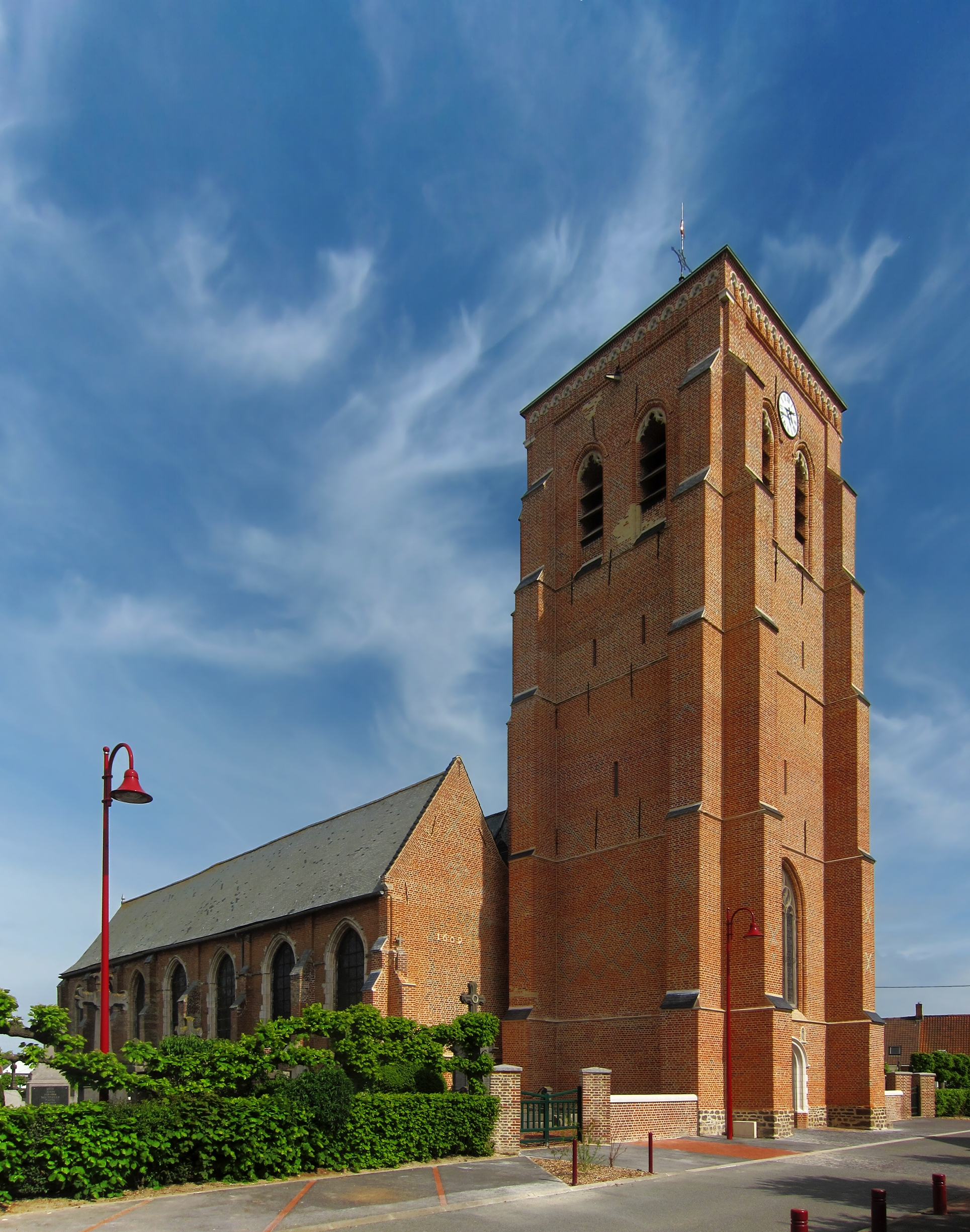
Kirche Saint-Martin
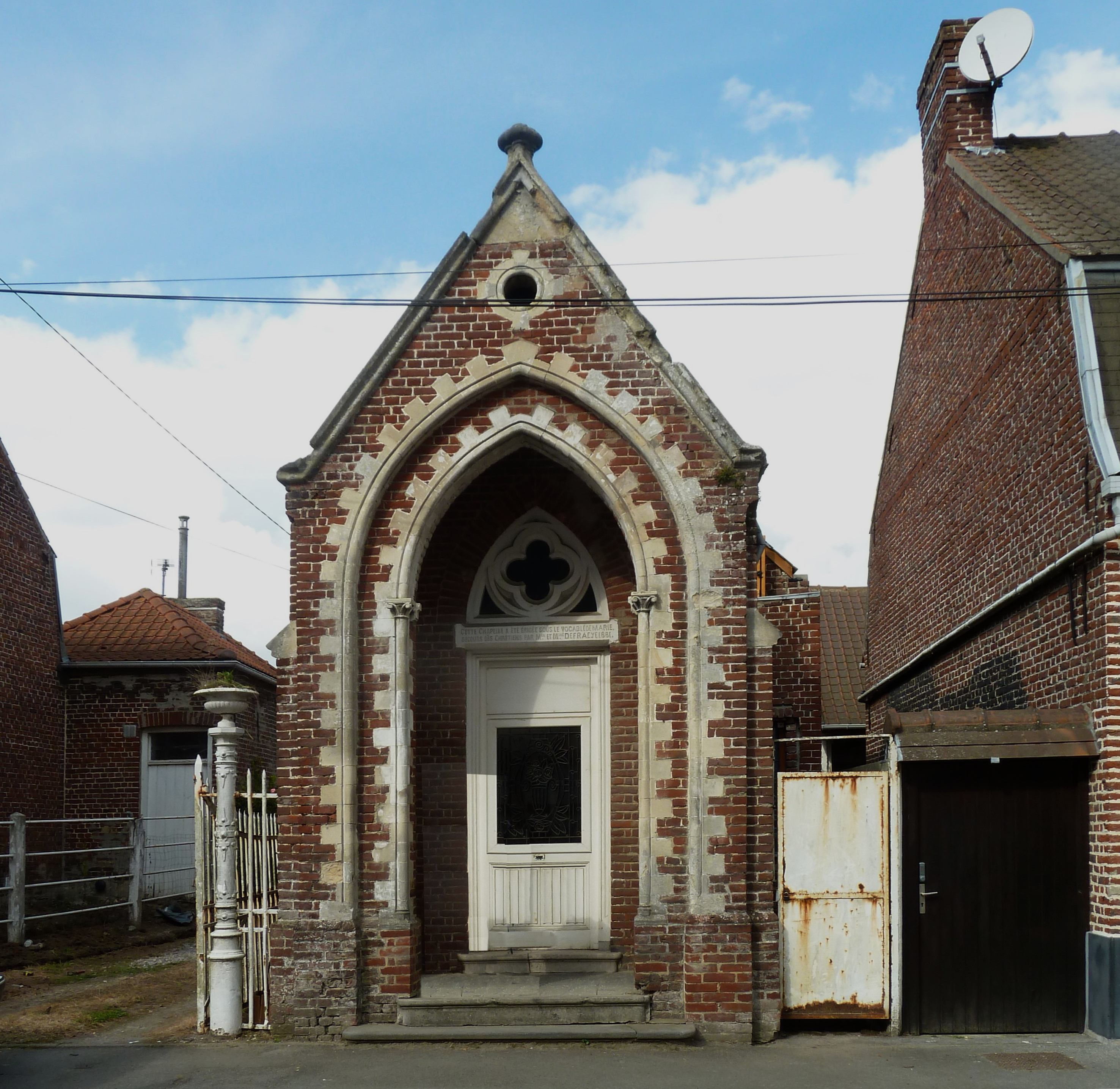
Mariahilf-Kapelle
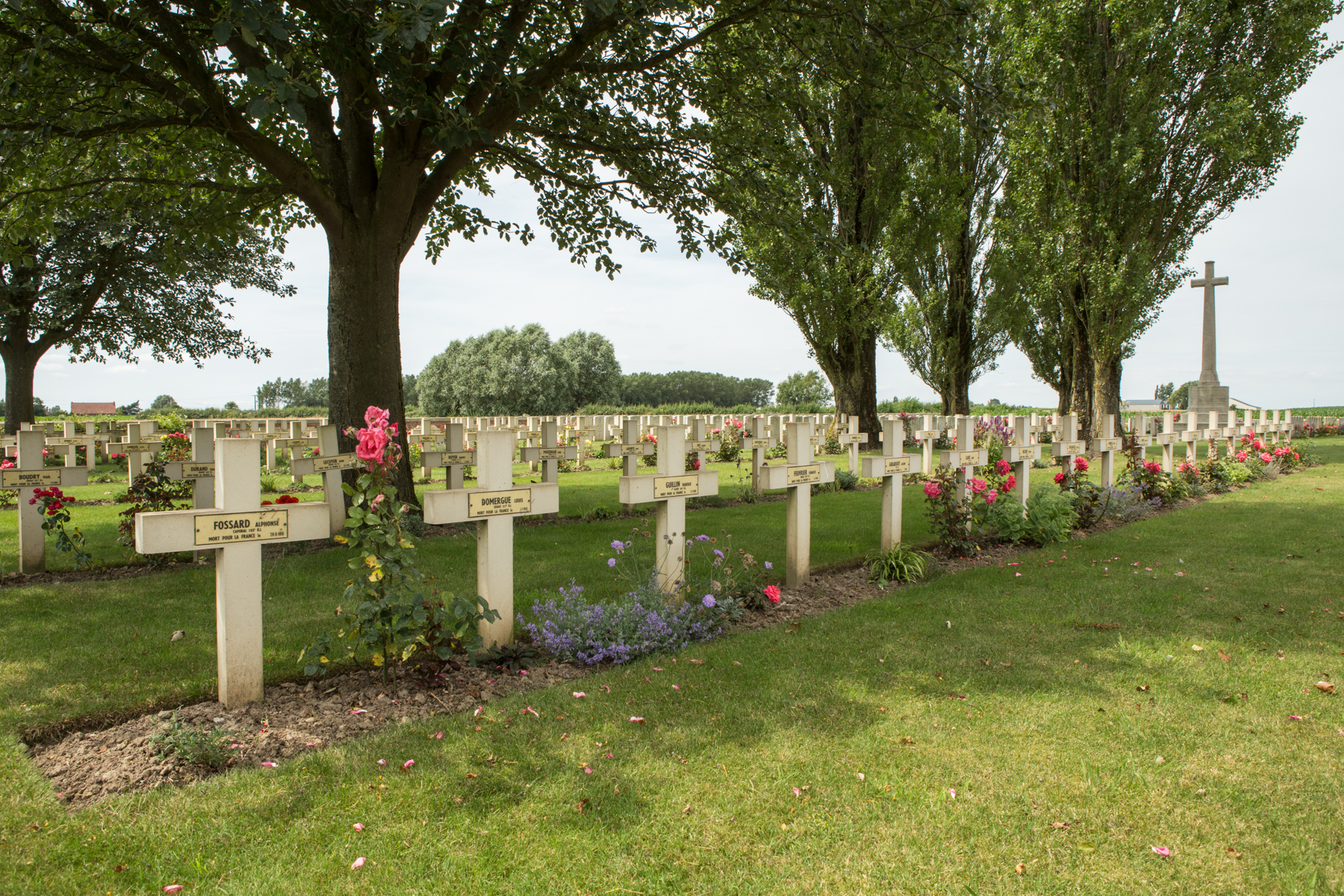
Britischer Soldatenfriedhof
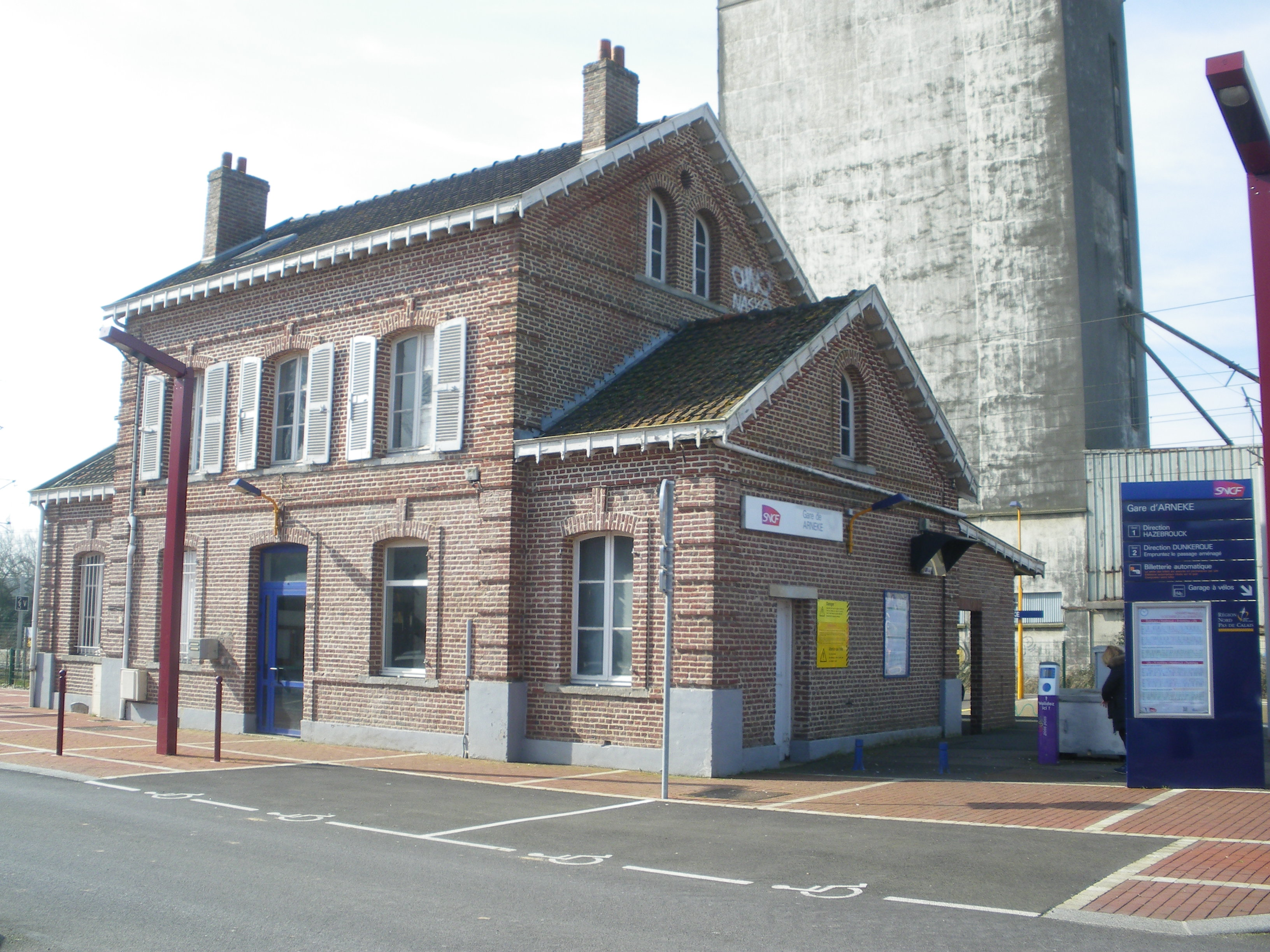
Haltepunkt

## Verkehr
Arnèke liegt abseits von größeren Verkehrsachsen. Die Departementsstraße D 11 verbindet die Gemeinde mit Bollezeele im Nordwesten und mit Cassel im Südosten. Die untergeordnete D 55 führt nach Ledringhem im Nordosten und nach Ochtezeele im Südwesten.
Die Gemeinde besitzt einen Haltepunkt an der Bahnstrecke Arras–Dunkerque, der von Zügen von drei Linien der TER Hauts-de-France bedient wird und Arnèke mit Dünkirchen im Norden und mit Hazebrouck sowie Lille über Hazebrouck verbindet.